# Wieland Bruch

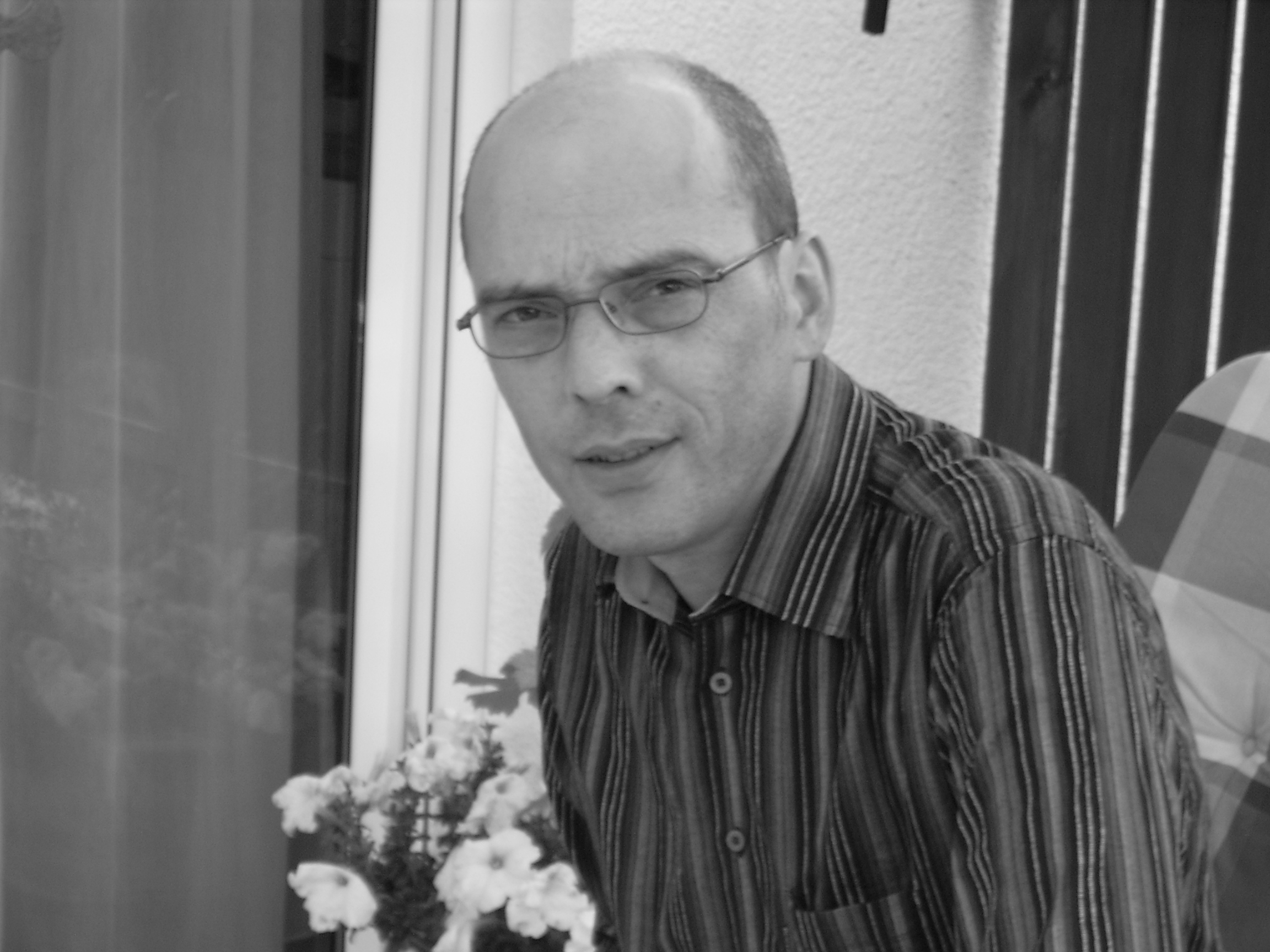
Wieland Bruch

Wieland Bruch (* 20. Mai 1961 in Berlin) ist ein deutscher Großmeister für Schachkomposition.

## Schachkomposition
Seit 1979 veröffentlichte Bruch etwa 400 Schachkompositionen. Ungefähr 300 davon erhielten Turnierauszeichnungen, darunter mehr als 160 Preise. Seine ursprüngliche Domäne war der Zweizüger. In letzter Zeit wandte er sich verstärkt der Komposition von Schachstudien zu.
|   | a | b | c | d | e | f | g | h |   |
| 8 |   |   |   |   |   |   |   |   | 8 |
| 7 |   |   |   |   |   |   |   |   | 7 |
| 6 |   |   |   |   |   |   |   |   | 6 |
| 5 |   |   |   |   |   |   |   |   | 5 |
| 4 |   |   |   |   |   |   |   |   | 4 |
| 3 |   |   |   |   |   |   |   |   | 3 |
| 2 |   |   |   |   |   |   |   |   | 2 |
| 1 |   |   |   |   |   |   |   |   | 1 |
|   | a | b | c | d | e | f | g | h |   |

Probespiele:

1. Sdf3+? Kxe4+!, deshalb zuerst die Öffnung der Linie e6–e4:

1. Sc6+!? Lxc6, aber nun scheitert 2. Sdf3+? an Kc4!

1. Sef3+? Ke3!, deshalb zuerst die Öffnung der Linie c1–e3:

1. Sb3+!? Dxb3, aber nun scheitert 2. Sef3+? an Kc4!

1. Db6+? Kxe5 2. Th5 matt, aber Tc5! 2. Dxc5+? Kxe5!
Lösung:

1. Kb8! (droht 2. Sdf3+ Kxe4 3. Sxg4 matt)

1. … Dxd5 2. Sb3+! Dxb3 3. Sf3 matt

1. … Lxd5 2. Sc6+! Lxc6 3. Sf3 matt

1. … Txd5 2. Db6+ Tc5 3. Dxc5 matt, 2. … Kxe5 3. Th5 matt mit den Nebenvarianten

1. … cxd2 2. Lxb2+ Dxb2 3. Txd3 matt

1. … Sxe5 2. Db6+ Tc5 3. Dxc5 matt

1. … Sh2 2. Sc6+ Lxc6 3. Df6 matt

Ein Logisches Problem mit dreimaliger Beseitigung des weißen Bauern d5 und weißer Sperrwechsel-Kombination in Bezug auf die Felder e3 und e4.
Bei der 1. Einzelweltmeistschaft (WCCI) 1998–2000 gewann Bruch die Silbermedaille in der Dreizüger-Abteilung, bei der 3. WCCI 2004–2006 errang er die Bronzemedaille in der Zweizüger-Abteilung.
1991 entdeckte Bruch ein zu den Weißen Linienkombinationen gehörendes neues Thema, das Herbert Ahues später Bruchs Linienkombination taufte. Bruch ist Autor zahlreicher Fachartikel. 1996 wurde er zum Internationalen Preisrichter für Schachkomposition ernannt.
Seit 2002 ist Bruch Mitarbeiter der schweizerischen Zeitschrift für Kunstschach idee & form.

## Leben
1977 bis 1982 studierte Bruch in Berlin Musik. Beim Klavierwettbewerb in Budapest 1986 errang Bruch einen Platz in der Finalrunde. Er arbeitet als Pianist und Klavierpädagoge. Er lebt in Frankfurt (Oder), ist verheiratet und hat zwei Töchter.